# Doncaster Rovers F.C.
Câu lạc bộ bóng đá Doncaster Rovers tọa lạc ở Doncaster, South Yorkshire. Hiện tại đội bóng đang thi đấu ở League One sau khi bị xuống hạng từ The Championship (hạng nhất Anh) mùa giải 2013-14.
Đội bóng được thành lập năm 1879 và trở thành chuyên nghiệp vào năm 1885. Phần lớn lịch sử Doncaster thi đấu ở các giải hạng ba và tư trong hệ thống giải bóng đá của Anh và là một trong bốn đội 3 lần giành chức vô địch Division 3/League Two (hạng ba Anh).

## Đội hình hiện tại
Tính đến 24 tháng 2 năm 2022
Ghi chú: Quốc kỳ chỉ đội tuyển quốc gia được xác định rõ trong điều lệ tư cách FIFA. Các cầu thủ có thể giữ hơn một quốc tịch ngoài FIFA.
| Số | VT | Quốc gia           | Cầu thủ                            |
| -- | -- | ------------------ | ---------------------------------- |
| 1  | TM | Anh                | Louis Jones                        |
| 2  | HV | Anh                | Kyle Knoyle                        |
| 3  | HV | Anh                | Ollie Younger                      |
| 4  | HV | Anh                | Tom Anderson (Đội trưởng)          |
| 5  | HV | Nigeria            | Joseph Olowu                       |
| 6  | HV | Grenada            | Ro-Shaun Williams                  |
| 7  | TV | Anh                | Adam Clayton                       |
| 8  | TV | Anh                | Ben Close                          |
| 9  | TĐ | Nigeria            | Fejiri Okenabirhie                 |
| 10 | TV | Anh                | Tommy Rowe                         |
| 11 | TV | Anh                | Jon Taylor                         |
| 12 | TM | Anh                | Jonathan Mitchell                  |
| 13 | HV | Anh                | Ben Jackson (Mượn từ Huddersfield) |
| 14 | TV | Anh                | Matt Smith (Mượn từ Arsenal)       |
| 15 | TV | Trinidad và Tobago | John Bostock                       |
| 16 | TV | Anh                | Aidan Barlow                       |
| 17 | TĐ | Anh                | Jordy Hiwula                       |
| 18 | TV | Anh                | Ed Williams                        |
| 19 | HV | Anh                | Charlie Seaman                     |
| 20 | TĐ | Ghana              | Joe Dodoo                          |

| Số | VT | Quốc gia         | Cầu thủ                                     |
| -- | -- | ---------------- | ------------------------------------------- |
| 21 | TV | Anh              | Josh Martin (Mượn từ Norwich City)          |
| 22 | TV | Bắc Ireland      | Ethan Galbraith (Mượn từ Manchester United) |
| 23 | TV | Anh              | Dan Gardner                                 |
| 24 | HV | Anh              | Cameron John                                |
| 25 | TĐ | Anh              | Kieran Agard                                |
| 27 | TV | Anh              | AJ Greaves                                  |
| 28 | HV | Anh              | Branden Horton                              |
| 30 | HV | Anh              | Ben Blythe                                  |
| 33 | TĐ | Anh              | Ethan Harrison                              |
| 34 | TV | Anh              | Tavonga Kuleya                              |
| 35 | TV | Malaysia         | Will Hollings                               |
| 36 | TĐ | Anh              | Jack Goodman                                |
| 37 | TĐ | Anh              | Aleksander Wolny                            |
| 38 | TV | Anh              | Jack Raper                                  |
| 39 | TV | Anh              | Corie Cole                                  |
| 40 | HV | Anh              | Alex Fletcher                               |
| 42 | HV | Anh              | Thomas Henson                               |
| 43 | HV | Anh              | Dan Wilds                                   |
| 45 | TĐ | Cộng hòa Ireland | Mipo Odubeko (Mượn từ West Ham United)      |
| 46 | TĐ | Anh              | Reo Griffiths                               |